# گمز تظیم
گمز تظیم (هلندی: Gamze Tazim؛ زادهٔ ۲۸ ژانویهٔ ۱۹۸۹) هنرپیشه، و بازیگر سینما اهل هلند است.
از فیلم‌ها یا برنامه‌های تلویزیونی که وی در آن نقش داشته‌است می‌توان به کباب مخلوط اشاره کرد.